# 與那覇朝大
與那覇 朝大（よなは ちょうたい、1933年10月8日-2008年7月2日）は、沖縄県石垣市出身の画家。陶芸家。沖縄を代表する画家の1人であった。陶芸家の与那覇朝一は実弟、美術家の与那覇朝大は息子。2002年に結婚した妻は歌手のGWINKO。

## 経歴
沖縄県石垣市に生まれる。19歳の時に画家となり、コザ市（現沖縄市）でアメリカ兵相手に肖像画を描いた。
1971年の新美術協会展で新人賞を受賞、1977年に沖縄県産業デザインコンクールで会長賞、1986年第33回新美術協会展で光琳賞、日本美術選賞を受賞した。1992年、新美術協会展で桃山芸術大賞、1998年、アート・オブ・ジ・イヤーのグランプリを受賞した。
1999年にはフランス芸術協会から20世紀芸術遺産認定作家に認定、2004年にはジュネーブ国際平和遺産認定作家賞を受賞するなど国際的にも高く評価された。
首里城正殿、識名園の切手デザインも行っている。
2005年3月20日にはウチナー紀聞で「與那覇朝大〜妻、吟呼と歩む道〜」が放送された。
2008年7月2日、心不全のため西原町の病院で亡くなった。「全ての財産を、妻吟子に。」との内容の、公正証書遺言が遺された。同年8月に行われた「第五十三回沖縄全島エイサーまつり」で特別功労表彰されている。北谷町に墓地があり、没後夫人より市と南城市立玉城中学校に作品が寄贈されている。